# La Trombe, Étretat
La Trombe, Étretat est un tableau réalisé par le peintre français Gustave Courbet vers 1869-1870. Cette huile sur toile est une marine qui représente la houle pendant une tempête près d'un chaos de rochers au pied des falaises à Étretat, dans la Seine-Maritime. Donnée par Pierre et Kathleen Granville en 1969, l'œuvre est conservée depuis 1976 au musée des Beaux-Arts de Dijon, à Dijon, en Côte-d'Or.

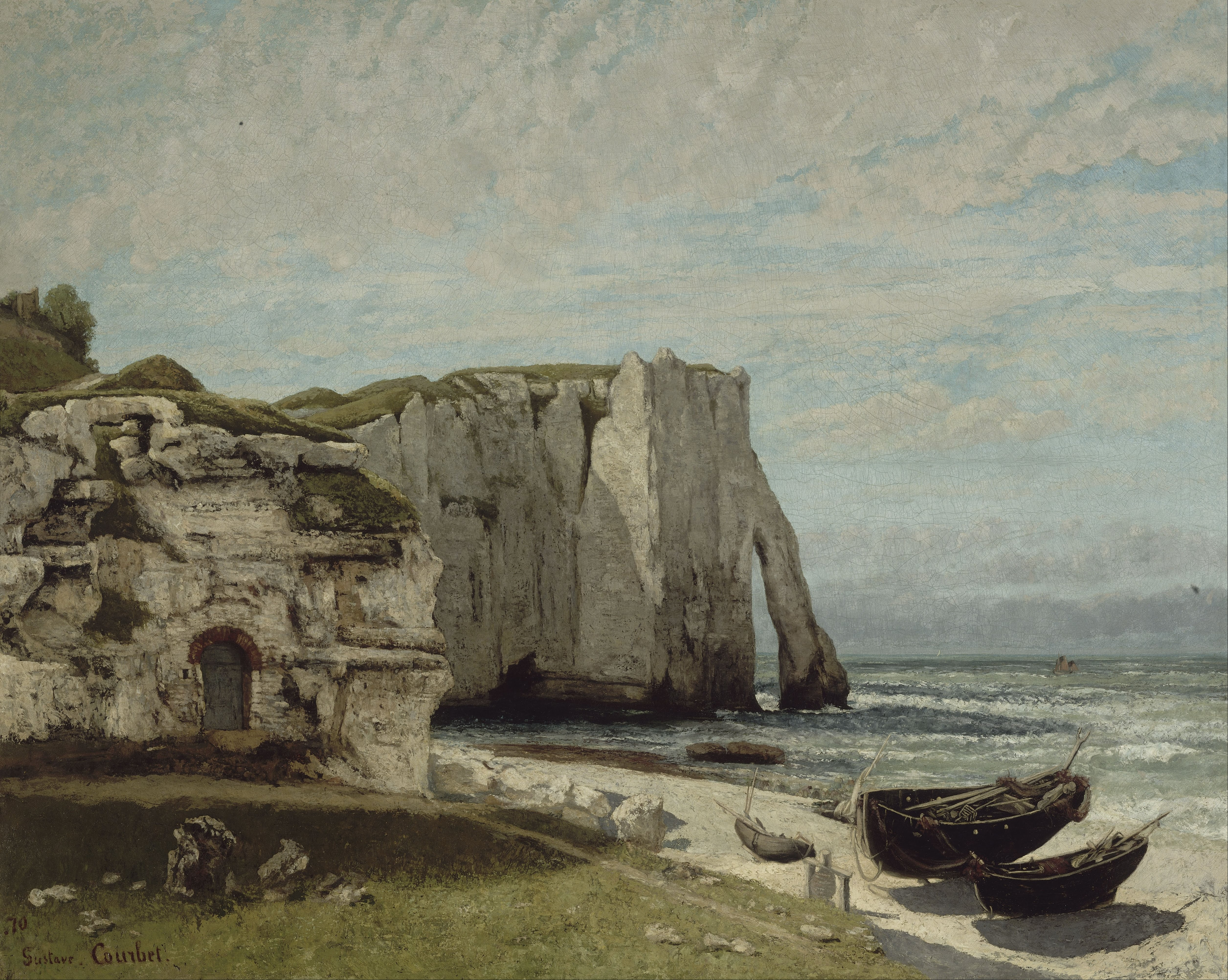
La Falaise d'Étretat après l'orage, 1870, musée d'Orsay.